# Центральна збагачувальна фабрика «Дуванська»
Центральна збагачувальна фабрика «Дуванська» — проєкт будівництва фабрики виконано інститутом «Південдіпрошахт». Фабрика стала до ладу 1954 року. Проєктна виробнича потужність — 1410 тис. тонн на рік. У 1961 році фабрику реконструйовано з підвищенням потужності до 2350 тис. тонн на рік.
Призначення фабрики — збагачення коксівного вугілля. Глибина збагачення 0 мм. Технологія двосекційна, передбачає застосування відсадки для класів 13—100 та 0,5—13 мм і флотацію шламу 0—0,5 мм. Для доведення вологості концентрату до вимог споживання дрібний клас піддається термічному сушінню у трубах-сушарках. Водно-шламова схема побудована за традиційною для 60-х років технологією з використанням пірамідальних відстійників, радіальних згущувачів, пізніше — гідроциклонів. Відходи флотації розміщується у груповому мулонакопичувачі разом з відходами флотації фабрик «Суходільська» та «Самсонівська». Стримувальними чинниками для подальшого технічного розвитку фабрики є недосконалість вуглеприйому (яма привізного вугілля) та обмежена місткість акумулюючих бункерів рядового вугілля.
Місцезнаходження: м. Суходільськ, Луганська обл., залізнична станція Краснодон.